# NGC 7211
NGC 7211 је лентикуларна галаксија у сазвежђу Водолија која се налази на NGC листи објеката дубоког неба.
Деклинација објекта је - 8° 5' 22" а ректасцензија 22h 6m 21,8s. Привидна величина (магнитуда) објекта NGC 7211 износи 14,3 а фотографска магнитуда 15,3. NGC 7211 је још познат и под ознакама NPM1G -08.0602, PGC 68033.